# Muschelschaler

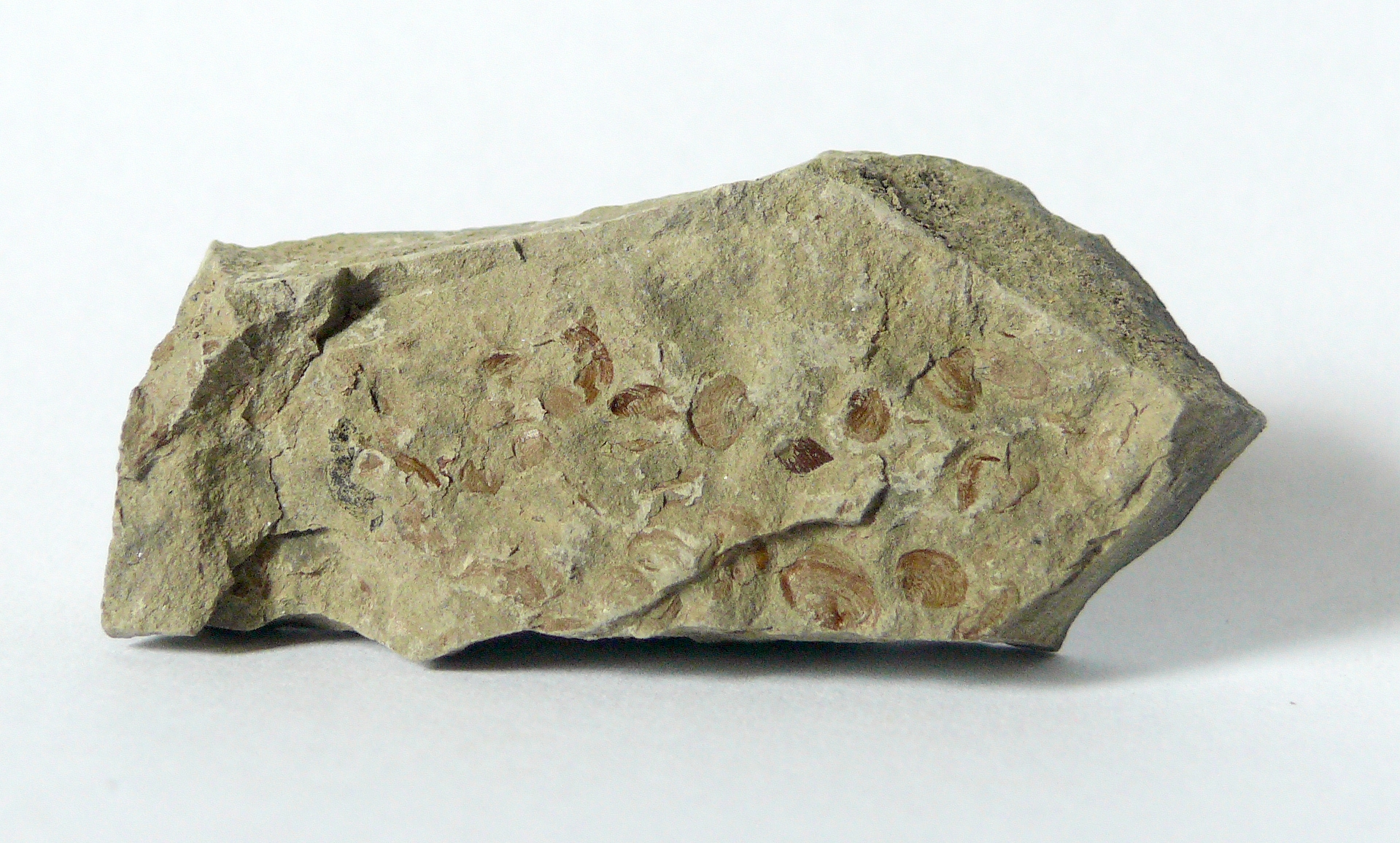
Bruchstück mit circa 4 mm großen Euestheria minuta aus den Estherienschichten des Lettenkeuper

Die Muschelschaler (Conchostraca), auch Diplostraca genannt, gehören neben den Kiemenfüßern (Anostraca) und den Rückenschalern (Notostraca) zu den Branchiopoden. Sie werden häufig auch als „Urzeitkrebse“ bezeichnet und zu den lebenden Fossilien gezählt. Die früher so zusammengefassten Gruppen umfassen zusammen ungefähr 180 Arten, die alle im Süßwasser in Binnengewässern leben. Muschelschaler sind in Mitteleuropa artenarm und selten, sie sollten nicht mit den häufig vorkommenden, aber viel kleineren Muschelkrebsen  (Ostracoda) verwechselt werden. Von den sechs Arten gehört nur eine, der Dickbauchkrebs (Lynceus brachyurus), zu den Laevicaudata.

## Merkmale und. Lebensweise
Ihren Namen verdanken die Muschelschaler ihrer zweiteiligen bzw. zweilappigen Schale, die sie vor Verletzungen schützt und äußerlich an eine Muschel erinnert. Sie werden zwischen 0,5 und 2 cm lang und filtrieren ihre Nahrung, die in der Regel aus Schwebeteilchen oder Algen besteht, aus dem Wasser. Ihr Lebensraum sind häufig nur kurzfristig bestehende (astatische) Gewässer. Ihre Entwicklung von Ei über eine Nauplius- oder Metanaupliuslarve zum ausgewachsenen Tier vollzieht sich innerhalb weniger Tage, wobei die hartschaligen Eier in der Lage sind, auch ein längeres Austrocknen des Gewässers, Hitze oder Frost zu überstehen.

## Systematik
Die Muschelschaler wurden in der traditionellen Systematik der Krebstiere in die Infraordnungen Spinicaudata und Laevicaudata (mit der einzigen rezenten Familie Lynceidae) gegliedert. Diese sind jedoch keine Schwestergruppen, stattdessen bilden ehemaligen Spinicaudata mit den Wasserflöhen (Cladoceromorpha, früher Cladocera) ein eigenständiges Taxon innerhalb der Krallenschwänze (Onychura, je nach Autoren im Rang einer Ordnung oder Unterordnung). Das gemeinsame Taxon wird heute meist mit dem alten Namen Diplostraca bezeichnet, diese sind also anders definiert und umschrieben als im traditionellen System. 
Die morphologische Ähnlichkeit der Spinicaudata und Laevicaudata beruht auf gemeinsamen urtümlichen Merkmalen oder Plesiomorphien; die zweiklappige Schale wurde bei den Wasserflöhen um- oder rückgebildet, sie war aber bei den ursprünglichsten Formen vorhanden. Eine Übergangsform, die bis heute überlebt hat, ist die früher zu den Muschelschalern gestellte Gattung Cyclestheria mit Cyclestheria hislopi. Sie bildet die Schwestergruppe der übrigen Cladoceren.